# Iglesia de Nuestra Señora de la Encarnación (Hermigua)
La iglesia de Nuestra Señora de la Encarnación es la parroquia del municipio de Hermigua en la isla de La Gomera (Islas Canarias, España). 

## Historia y características
El templo original fue una ermita construida en 1611 y que poco a poco se fue ampliando hasta llegar a ser parroquia.
Este antiguo templo poseía en su Capilla mayor el retablo más grande de la isla de La Gomera y uno de los más grandes de Canarias. El mismo constaba de cinco calles y dos cuerpos con ático, sólo superado en Canarias por unos pocos retablos entre ellos el Retablo de la Virgen de los Remedios de la Catedral de La Laguna en Tenerife.
Este templo fue sustituido a finales del siglo XIX por otro templo mayor, encargándosele al arquitecto diocesano Antonio Pintor, quien la realizó con aires neogóticos y terminándose en los años 50 del siglo XX. Este nuevo templo es de estilo neogótico y neobizantino, destacando su esbelto interior con bóvedas nervadas de hormigón. La imagen más importante que conserva es la escultura de la titular y patrona del municipio de Hermigua, Nuestra Señora de la Encarnación, obra del imaginero tinerfeño Fernando Estévez de Salas hacia 1830.